# Zoltán Füzesy
Zoltán Füzesy (Kaposvár, 1 de enero de 1961) es un deportista húngaro que compitió en boxeo.
Ganó una medalla de bronce en el Campeonato Mundial de Boxeo Aficionado de 1989 y una medalla de plata en el Campeonato Europeo de Boxeo Aficionado de 1985, ambas en el peso medio.
Participó en los Juegos Olímpicos de Seúl 1988, ocupando el quinto lugar en el peso medio.

## Palmarés internacional
| Campeonato Mundial | Campeonato Mundial | Campeonato Mundial | Campeonato Mundial |
| Año                | Lugar              | Medalla            | Categoría          |
| ------------------ | ------------------ | ------------------ | ------------------ |
| 1989               | Moscú (URSS)       | Medalla de bronce  | 75 kg              |
| Campeonato Europeo |                    |                    |                    |
| Año                | Lugar              | Medalla            | Categoría          |
| 1985               | Budapest (Hungría) | Medalla de plata   | 75 kg              |